# José Plínio
José de Oliveira Pontes Plínio, dit Plínio, né le 22 août 1945 à Pesqueira (Brésil), est un footballeur brésilien. Il évoluait au poste de milieu défensif.

## Biographie
Ancien joueur du club d'Apucarana, il arrive en France aux Girondins de Bordeaux où joue déjà son frère Carlos Ruiter, de deux ans son aîné. 
Il ne dispute que trois matchs en 1969-1970 et part dès lors poursuivre sa carrière en D2 : FC Sète (1970-1972), AS Béziers (1972-1975), FC Martigues (1975-1980). Dans les années 1980 il intègre le staff de l'AS Béziers.

## Statistiques
- 1969-1970 :  Girondins de Bordeaux (D1 : 3 matchs)
- 1970-1972 :  FC Sète (D2 : 51 matchs, 1 but)
- 1972-1973 :  AS Béziers (D3 : 29 matchs, 2 buts)
- 1973-1975 :  AS Béziers (D2 : 60 matchs, 2 buts)
- 1975-1980 :  FC Martigues (D2 : 161 matchs, 5 buts)